# Sierra de la Giganta
Sierra de la Giganta är en bergskedja i Mexiko.   Den ligger i delstaten Baja California Sur, i den västra delen av landet, 1 300 km väster om huvudstaden Mexico City.